# Schabak
 (mai 2010).
Si vous disposez d'ouvrages ou d'articles de référence ou si vous connaissez des sites web de qualité traitant du thème abordé ici, merci de compléter l'article en donnant les références utiles à sa vérifiabilité et en les liant à la section « Notes et références ».

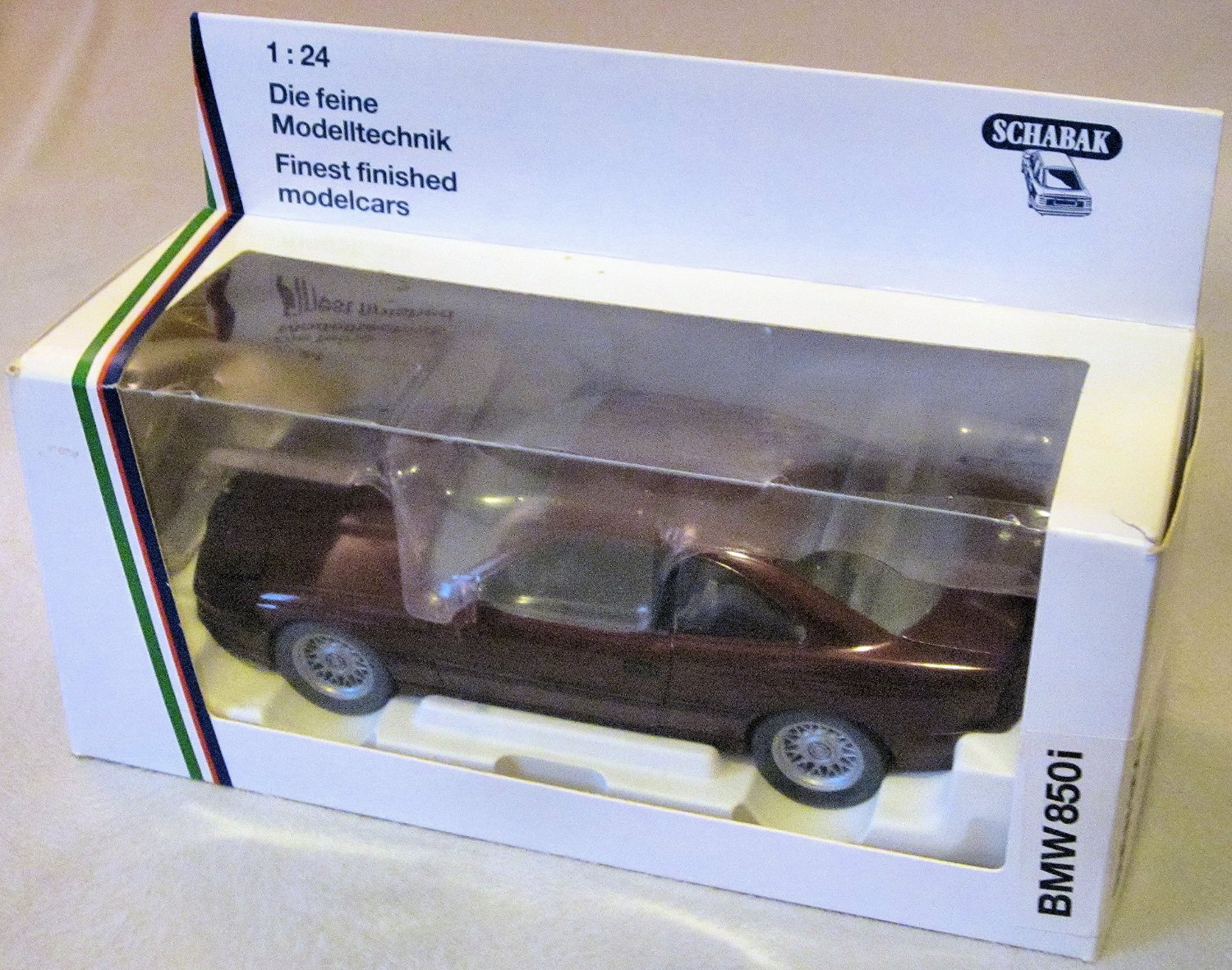
Voiture miniature par Schabak.

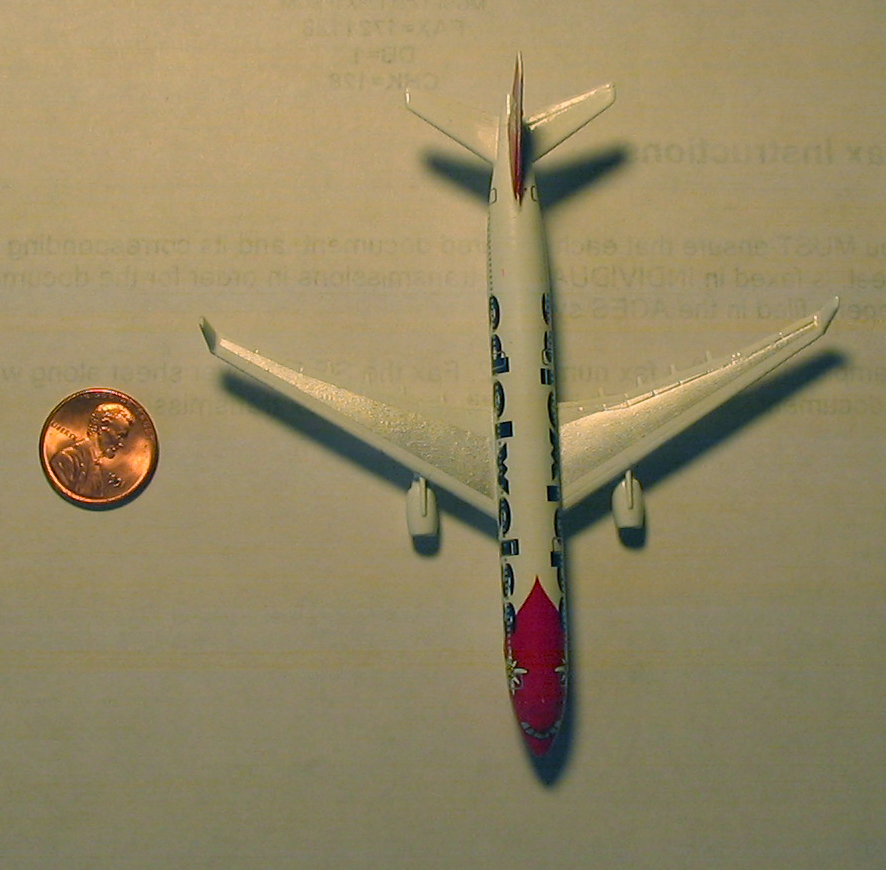
Avion miniature par Schabak.

Schabak est un fabricant allemand de miniatures d'avions commerciaux et de voitures en métal. Basée à Nuremberg, elle est fondée en 1966 par Max Haselmann, Gerhard Hertlein, Horst Widmann et Wolfgang Stolpe. 
Schabak a été racheté par Schuco en 2006, cette dernière fait partie de Simba-Dickie-Group depuis 1999. Peu à peu la marque sait éclipsée au profil de Schuco.

## Production
Pour ça gamme d'avions, Schabak présente deux échelles dans son catalogue : 1/250 mais surtout 1/600. En miniature automobile la production est orientée vers le 1/43 et un peu de 1/24.

### Avions
- Boeing 737
- Boeing 737-200
- Boeing 737-400
- Boeing 737-500
- Boeing 737-700
- Boeing 737-800
- Boeing 747f
- Boeing 747sp
- Boeing 747-200
- Boeing 747-300
- Boeing 747-400
- Boeing 757-200
- Boeing 757-300
- Boeing 767-300
- Boeing 777-200
- Boeing 777-300
- Boeing 787-800
- Airbus A300-600
- Airbus A310
- Airbus A319
- Airbus A320
- Airbus A321
- Airbus A330-200
- Airbus A330-300
- Airbus A340-200
- Airbus A340-300
- Airbus A340-500
- Airbus A340-600
- Airbus A380
- Concorde
- MD 11
- Vickers viscount
- Tupolev 154
- Ilyushin IL86
- Ilyushin IL96

#### Compagnies
- Olympic Airways
- Air France
- Iberia Líneas Aéreas de España
- Air Berlin
- Air Mauritius
- CSA Czech Airlines
- DHL
- Lufthansa
- Royal Jordanian
- TUIfly / haribo
- United Airlines
- Aeroflot
- Aeroméxico
- Rossiya
- Asiana airlines
- TAP Portugal
- Royal Air Maroc
- Icelandair
- Binter Canarias
- Aer Lingus
- Emirates
- PIA
- TWA
- AOM
- Cyprus airways
- Air India
- Austrian airlines
- Delta airlines
- Southwest Airlines
- Air China
- American arlines
- BMI
- Etihad
- LOT
- Luxair
- Qatar
- Egypt Air
- NIKI
- South African Airways
- Virgin Atlantic
- Air New Zealand
- Brussels Airlines
- China Eastern
- Qantas
- Korean air
- Aerolineas Argentinas
- Avianca
- British Airways
- Tunisair
- Air Canada
- Vietnam airlines
- Pulkovo
- Thai airways
- Turkish airlines
- Air Pacific
- Cargolux
- Continental
- Germanwings
- Gulf air
- TACA
- TAM
- Alitalia
- Saudi Arabian airlines
- Condor
- KLM
- Varig
- Russia state transport
- Air Macau
- Krasair
- Philippine Airlines
- Spanair
- Aeromexico
- Iran Air
- Kuwait airways
- SATA internacional
- Ryanair
- FedEx
- Swiss International Airlines
- EVA Air
- Lauda Air
- Malèv Hungarian Airlines
- Guyana Airways